# Wingate (Carolina del Nord)
Wingate és una població dels Estats Units a l'estat de Carolina del Nord. Segons el cens del 2000 tenia 2.406 habitants.

## Demografia
Segons el cens del 2000, Wingate tenia 2.406 habitants, 751 habitatges i 464 famílies. La densitat de població era de 553 habitants per km².
Dels 751 habitatges en un 30% hi vivien nens de menys de 18 anys, en un 41% hi vivien parelles casades, en un 17,2% dones solteres, i en un 38,1% no eren unitats familiars. En el 27,4% dels habitatges hi vivien persones soles el 12,5% de les quals corresponia a persones de 65 anys o més que vivien soles. El nombre mitjà de persones vivint en cada habitatge era de 2,46 i el nombre mitjà de persones que vivien en cada família era de 2,99.
Per edats la població es repartia de la següent manera: un 18,7% tenia menys de 18 anys, un 35% entre 18 i 24, un 21,7% entre 25 i 44, un 15,6% de 45 a 60 i un 8,9% 65 anys o més.
L'edat mediana era de 23 anys. Per cada 100 dones de 18 o més anys hi havia 93 homes.
La renda mediana per habitatge era de 33.750 $ i la renda mediana per família de 45.250 $. Els homes tenien una renda mediana de 33.173 $ mentre que les dones 22.708 $. La renda per capita de la població era de 13.884 $. Entorn del 13,8% de les famílies i el 20% de la població estaven per davall del llindar de pobresa.

## Poblacions més properes
El següent diagrama mostra les poblacions més properes.